# La ragazza dei lillà
Pour plus de détails, voir Fiche technique et Distribution.
La ragazza dei lillà est un giallo italien réalisé par Flavio Mogherini, sorti en 1986.
C'est une adaptation du roman Il grande tumulo de Giovanni Nicosia (it) publié en 1965.

## Synopsis
Larth est un archéologue passionné par la civilisation étrusque, sur la piste d'un célèbre tombeau royal. Vasco est un hôtelier local qui s'est enrichi en pillant les tombes et en vendant leurs trésors. Une nuit, alors qu'il est plongé dans ses fouilles, Larth entend des coups de feu provenant du musée et voit une voiture rouge s'éloigner. Le lendemain matin, il apprend que le gardien a été tué et que d'importantes œuvres d'art ont été volées.
Larth poursuit ses recherches, stimulé également par sa femme Eleanor et son ami Albert, expert en archéologie, à qui un professeur suédois a demandé de le conseiller sur le lancement d'une série de fouilles pour découvrir le tombeau royal. Entre-temps, la nièce de Vasco, une belle jeune fille de 13 ans du nom de Tania, entre dans la vie de l'archéologue, ce qui le bouleverse malgré son âge mûr. Tania veut séduire Larth, bien qu'Eleonora ait remarqué ses gestes, mais l'érudit ne cède pas à la jeune fille. Sa tranquillité et sa relation avec sa femme sont cependant mises en crise. Vasco, avec quelques complices, veut se rendre au tombeau du roi pour gagner de l'argent en vendant les trouvailles. Larth finit par entrer le premier dans le tumulus et, parmi les différentes œuvres d'art, il aperçoit le sarcophage de Thannìa, la fameuse princesse étrusque dont il a rêvé ; son corps est intact et elle ressemble étrangement à Tania. Mais ce n'est qu'un instant : la vision disparaît et il ne reste aux yeux de Larth qu'un squelette couvert de poussière. Albert et Vasco pénètrent également dans le tombeau ; ce dernier, pour toucher les trouvailles, fait imprudemment s'effondrer une voûte au sous-sol et se retrouve coincé sous les décombres avec une seule jambe. Il est sauvé avec difficulté, mais Larth, déçu, fait sauter tout le tombeau et ses trésors.

## Fiche technique
Sauf indication contraire, les informations mentionnées dans cette section peuvent être confirmées par la base de données cinématographiques IMDb,  présente dans la section « Liens externes ».
- Titre original : La ragazza dei lillà (litt. « La Fille des lilas »)
- Réalisateur : Flavio Mogherini
- Scénario : Massimo De Rita, Flavio Mogherini d'après le roman Il grande tumulo de Giovanni Nicosia (it) publié en 1965 chez Rizzoli.
- Photographie : Carlo Carlini
- Montage : Adriano Tagliavia
- Musique : Lanfranco Perini
- Décors : Massimo Lentini (it)
- Costumes : Titus Vossberg
- Trucages : Carla Catanzaro
- Effets spéciaux : Alvaro Passeri (it)
- Producteur : Daniele Mogherini
- Société de production : Haker Cinematografica
- Pays de production :  Italie
- Langue de tournage : italien
- Format : Couleur
- Durée : 105 minutes (1h45)[1]
- Genre : Giallo
- Dates de sortie :
  - Italie : 28 août 1986

## Distribution
- Laurent Terzieff : Larth Cossà
- Mimsy Farmer : Eleonora
- Mario Adorf : Albert
- Memè Perlini : Vasco Bini
- Brigitta Boccoli : Tania
- Mauro Carlini :
- Pascale De Boysson :
- Nino Fuscagni :
- Alessandro Belei :
- Novello Bruscoli :
- Patrizia Massetti :
- Franco Fiorucci :
- Paolo Minciotti :